# Rudyard (Montana)
Rudyard es un lugar designado por el censo ubicado en el condado de Hill en el estado estadounidense de Montana. En el Censo de 2010 tenía una población de 258 habitantes y una densidad poblacional de 108,75 personas por km².

## Geografía
Rudyard se encuentra ubicado en las coordenadas 48°33′36″N 110°33′0″O / 48.56000, -110.55000. Según la Oficina del Censo de los Estados Unidos, Rudyard tiene una superficie total de 2.37 km², de la cual 2.37 km² corresponden a tierra firme y (0%) 0 km² es agua.

## Demografía
Según el censo de 2010, había 258 personas residiendo en Rudyard. La densidad de población era de 108,75 hab./km². De los 258 habitantes, Rudyard estaba compuesto por el 94.57% blancos, el 1.16% eran afroamericanos, el 1.94% eran amerindios, el 0% eran asiáticos, el 0% eran isleños del Pacífico, el 0% eran de otras razas y el 2.33% pertenecían a dos o más razas. Del total de la población el 1.94% eran hispanos o latinos de cualquier raza.